# Ellen Hamlin

Ellen Hamlin (nach 1852)

Ellen Vesta Emery Hamlin (* 14. September 1835 in Minot, Maine; † 1. Februar 1925 in Bangor, Maine) war als Ehefrau von Hannibal Hamlin (1809–1891) von 1861 bis 1865 Second Lady der Vereinigten Staaten.

## Leben
Ellen Vesta Emery kam 1835 als Tochter des Richters und Politikers Stephen Emery und dessen zweiter Ehefrau Jeannette Emery, geborene Loring, zur Welt. Sie hatte mehrere Geschwister, darunter der spätere Komponist Stephen Albert Emery (1841–1891) und ihre wesentlich ältere Halbschwester Sarah, die 1833 den aufstrebenden Politiker Hannibal Hamlin geheiratet hatte und mehrere Kinder bekam. Sarah starb 1855 an einer Tuberkuloseerkrankung, woraufhin Hamlin knapp anderthalb Jahre später am 25. September 1856 Ellen heiratete. Die Hochzeit fand in Ellens Elternhaus in Paris, Maine, statt, an derselben Stelle wie die Hochzeit Hamlins mit ihrer Halbschwester über zwanzig Jahre zuvor. Die Ehe der beiden galt trotz des als hoch wahrgenommenen Altersunterschiedes von 26 Jahren als glücklich. Die beiden wurden Eltern zweier Söhne, des späteren Anwalts und Politikers Hannibal Emery Hamlin (1858–1938) und des jüngeren Frank Hamlin (1862–1922).
Das Ehepaar Hamlin lebte privat in Bangor in Maine. Da Hannibal Hamlin aber vornehmlich bundespolitisch aktiv war, verbrachte das Ehepaar viel Zeit in Washington, D.C. Dort war Hamlin schon seit 1848 US-Senator für seinen Heimatbundesstaat. Nach einer nur wenige Wochen dauernden Amtszeit als Gouverneur von Maine 1857 blieb Hamlin auf diesen Posten bis 1861; insgesamt verbrachte Ellen Hamlin damit knapp drei Amtszeiten bzw. sechs Jahre lang als Ehefrau eines US-Senators ihre Zeit in Washington. 1861 wurde ihr Ehemann unter Abraham Lincoln Vizepräsident der Vereinigten Staaten und Ellen damit Second Lady des Landes. Nach dem Ende seiner Amtszeit 1865 kehrte Hamlin noch für einige Jahre in den US-Senat zurück und war danach noch für einige Monate diplomatischer Vertreter in Spanien, bevor sich das Ehepaar Anfang der 1880er nach Bangor zurückzog. 1891 starb der Ehemann. Ellen Hamlin, die Anhängerin des Unitarismus war, überlebte ihren Ehemann um mehr als 30 Jahre und starb im Alter von 89 Jahren am 1. Februar 1925 in Bangor. Am nächsten Tag veröffentlichte die New York Times eine kurze Todesnotiz. Ellen Hamlin ist auf dem Mount Hope Cemetery in Bangor begraben.